# Relations entre l'Inde et le Nigeria
Les relations entre l'Inde et le Nigeria sont les relations bilatérales de la république de l'Inde et de la république fédérale du Nigeria. Les relations entre les deux pays se sont considérablement développées ces dernières années, les deux nations ayant établi des liens stratégiques et commerciaux. L'Inde est devenue la cinquième économie mondiale en 2019, devançant le Royaume-Uni et la France. L'Inde dispose d'un haut-commissariat à Abuja et d'un consulat à Lagos et le Nigeria a un haut-commissariat à New Delhi.
L'Inde était le plus grand importateur de pétrole brut du Nigeria (2012 - 2013), mais la croissance rapide de l'économie indienne, qui se classe au cinquième rang après la Chine, les États-Unis, le Japon et l'Allemagne, a entraîné une augmentation de la demande de pétrole brut. L'Inde importe maintenant du pétrole plus près de chez elle, en provenance d'Arabie Saoudite, d'Irak, d'Iran et des Émirats arabes unis, la part du Nigeria étant de 7,4 % en 2019. Depuis 2018, l'Inde achète du pétrole de Bassorah moins cher en Irak et le pétrole brut acheté en Afrique de l'Ouest, y compris au Nigeria, se classe au cinquième rang des importations indiennes de pétrole brut,,.

## Contexte
Les relations de l'Inde avec l'Afrique remontent à environ 30 ans avant Jésus-Christ, à l'époque où il y avait des échanges commerciaux entre l'Égypte sous la domination romaine et l'Inde. À la même époque, des boutres indiens fréquentaient les côtes de l'Afrique de l'Est. Plus tard, les Indiens ont été amenés en Afrique de l'Est par les Britanniques pour construire les chemins de fer est-africains. L'Inde a obtenu son indépendance en 1947. Le Nigeria a suivi et a obtenu son indépendance en 1960. L'Inde a fortement soutenu l'indépendance des pays africains de la domination coloniale et a établi sa mission diplomatique en 1958 — deux ans avant que le Nigeria n'obtienne officiellement son indépendance de la domination britannique,,,. Peu après l'indépendance du Nigéria, le gouvernement indien a participé à la mise en place de projets militaires et de plusieurs autres projets au Nigéria. De grandes entreprises indiennes ont également établi leur boutique au Nigeria. Elles possèdent diverses ressources naturelles et économiques et sont les plus grandes économies de leurs régions respectives. Ils sont tous deux membres du Commonwealth des Nations, du G-77 et du Mouvement des non-alignés.